# Ripristino configurazione di sistema
Ripristino configurazione di sistema è un programma incluso in Windows da Windows Me in poi,  che permette di ripristinare il sistema operativo ad uno stato precedente determinato da un punto di ripristino, creato automaticamente all'installazione e alla disinstallazione di programmi e da Windows in date prestabilite, oppure creato manualmente dall'utente.
È utile per riportare il sistema a funzionare correttamente se l'installazione di un programma incompatibile aveva reso il sistema instabile. Ripristino configurazione di sistema riporta allo stato in cui si trovavano al momento della creazione del punto di ripristino selezionato solo i file di sistema, i driver e i programmi: i file personali dell'utente non vengono modificati o cancellati in alcun modo, perché non fanno parte dei file di sistema.
I vari punti di ripristino sono elencati cronologicamente in un calendario; quando viene effettuato un ripristino, compare anche l'opzione di annullare l'ultimo ripristino effettuato, permettendo così di effettuare vari tentativi per recuperare la piena stabilità del sistema. Il ripristino (automatico o manuale) è identificato da un nome e data/ora e può anche essere annullato.
Da Windows Vista il programma è uno strumento compreso anche in Windows Recovery Environment.
Ripristino di configurazione di sistema (windows system restore) non va confuso con lo strumento (del produttore del pc) di ripristino alle condizioni di fabbrica (OEM recovery tool) né con ripristino di sistema (opzioni) di Windows presente nel menù di avvio dell'ambiente relativo (presente nel disco di ripristino di Windows-un DVD creato con l'apposita procedura-oppure avviandolo digitando F8 all'accensione del pc).

## Ripristino su iOS
Anche sulle macchine Apple, sia iPhone equipaggiati con il sistema operativo iOS che iPad con sistema operativo iPadOS, è possibile effettuare un ripristino.
È utile per riportare allo stato originale di fabbrica i dispositivi di Casa Cupertino, oppure si può effettuare un ripristino selezionando un backup precedentemente creato.